# Im Radio-Club
Im Radio-Club – aus dem Tagebuch des Ingenieurs West war eine der frühesten SF-Heftromanserien des Deutschen Reiches. Die Serie erschien zwischen 1924 und 1925 im Verlagshaus für Volksliteratur und Kunst.
Die Handlung knüpft an das zur damaligen Zeit völlig neuen Medium Radio (Hörfunk) an, dessen regelmäßiger Programmbetrieb in Deutschland im Oktober 1923 begann. Der Erfolg der Serie war eher mäßig, so dass die Serie allein blieb und keine weiteren Serien nach sich zog.

## Handlung
Im Radio-Club war eine der frühesten Formen der literarischen Verbindung aus Kriminalliteratur und Hochtechnologie. Ein Jahr nach der ersten Ausstrahlung einer Radiosendung in Deutschland erschien diese Heftserie über die Wunder der modernen Technik. Der Hauptheld dieser Serien war der Ingenieur Joe West.
Joe West war ein Erfinder, der die damals noch recht wundersame Erfindung des Radios nutzte, um Roboter und ähnliche Dinge zu bauen. Begleitet wurde er von Albin, der als Monteur den handwerklichen Teil des Duos abdeckte. Dabei wurden Omega-Strahlen entdeckt, radiokranken Lords geholfen, die Zerstörung von Radiostationen aufgeklärt und Ähnliches.

## Erschienene Hefte
Der Autor der Hefte wurde nicht angegeben und ist bis heute unbekannt geblieben.
| #  | Titel                                       | Jahr |
| -- | ------------------------------------------- | ---- |
| 01 | Der Homunkulus                              | 1924 |
| 02 | Das Schmugglerboot                          | 192x |
| 03 | Die Brillanten der Fürstin Sabatzkoy        | 192x |
| 04 | Der Goldtaucher                             | 192x |
| 05 | Die Radio-Station des Raja                  | 192x |
| 06 | Der Untergang der „Jane“                    | 192x |
| 07 | Das Geheimnis der Omega-Strahlen            | 192x |
| 08 | Die Katze der Taduchipa                     | 192x |
| 09 | Die Zerstörung der Radio-Station auf Tahura | 192x |
| 10 | Die Kupfererzlager auf Colombien            | 192x |
| 11 | Die Rache des Don Felipe                    | 192x |
| 12 | Das Abenteuer auf den Aleuten               | 192x |
| 13 | Der Diamantvogel von Golden Hope            | 192x |
| 14 | Der Tempelschatz des Sonnengottes           | 192x |
| 15 | Das Tal der warmen Quellen                  | 192x |
| 16 | Die Jachtpiraten vom Ontariosee             | 192x |
| 17 | Das gestohlene Radiumkristall               | 192x |
| 18 | Gefangen in Afghanistan                     | 192x |
| 19 | Der radio-kranke Lord                       | 192x |
| 20 | Die chinesischen Seeräuber                  | 192x |
| 21 | Der Diebstahl im Excelsior-Club             | 192x |
| 22 | Die einsamen Männer                         | 192x |
| 23 | Das Geheimnis der Wellenlänge 211           | 192x |
| 24 | Die Jagd nach Polly                         | 1925 |